# Mike Levine
Mike Levine (Toronto, 1º giugno 1949) è un bassista e tastierista canadese noto per essere stato il  bassista nonché fondatore della band canadese Triumph.

## Carriera
Inizia la carriera come sessionman suonando il basso in diverse band. 
Nel 1975 fonda i Triumph, dove suona il basso e la tastiera

## Discografia

### Con i Triumph
- 1976 - Triumph
- 1977 - Rock and Roll Machine
- 1979 - Just a Game
- 1980 - Progressions of Power
- 1981 - Allied Forces
- 1983 - Never Surrender
- 1984 - Thunder Seven
- 1986 - The Sport of Kings
- 1987 - Surveillance
- 2012 - Live At Sweden Rock Festival

### Da solista
- 1987 - Cuba libre
- 1990 - Somebody's Out There
- 1995 - Rock This Way